# Alebtong (district)
Le district d'Alebtong est un district d'Ouganda. Sa capitale est Alebtong (en).

## Histoire
Ce district a été créé en 2010 par séparation de celui de Lira.